# Caio Duilio (D554)
Pour les autres navires du même nom, voir Caio Duilio.
Le Caio Duilio est un destroyer / frégate en service dans la marine italienne. Avec son navire-jumeau Andrea Doria, il forme la sous-classe Andrea Doria ; ces deux navires, avec les navires français Forbin et Chevalier Paul, forment la classe Horizon. Le Caio Duilio porte le numéro de coque D554 selon la classification de l'OTAN.

## Histoire

Le destroyer accompagné de l' vue de la proue de lEtna.

Le 12 février 2008, le Caio Duilio effectue son premier essai en mer avant sa livraison à la marine italienne le 3 avril 2009. Le 5 mai 2009, les navires de la classe Horizon participent à un exercice conjoint dans le golfe de La Spezia. Caio Duilio est, avec le porte-avions Cavour et le navire-école Amerigo Vespucci, l'un des navires visitables dans le port de Civitavecchia le jour de l'unification de l'Italie et des forces armées, le 4 novembre 2009.
Le Caio Duilio participe aux défilés navals pour les célébrations de la Journée de la Marine italienne à Naples le 10 juin 2010 et à La Spezia le 10 juin 2011 en présence du président Giorgio Napolitano.
Le port enregistré du destroyer est Tarente et dépend du commandement du premier groupe naval, dont il est également le porte-drapeau.
Le Caio Duilio fait ses débuts internationaux lors de l'exercice de l'OTAN « Proud Manta », organisé dans les eaux de la mer Ionienne du 4 au 17 février 2011, opérant avec des navires, des sous-marins et des avions de neuf pays alliés. Il reçoit son enseigne de bataille (en) à Gaète le 22 septembre 2011.
Le destroyer obtient la qualification « Combat Ready » après avoir réussi le stage naval au Naval Air Training Center de la marine au cours des premiers mois de 2012, au cours duquel il effectue également avec succès les tests de lancement du système de missile PAAMS.
Le navire sort début avril 2022 d'un important chantier de rénovation. Les travaux, menés à l’arsenal militaire maritime de La Spezia, ont duré 17 mois. Ils ont notamment porté sur la révision technique de la plateforme et de ses équipements, ainsi que différentes modernisations. Le système d’armes principal PAAMS, basé sur des missiles surface-air Aster 15 et Aster 30 de MBDA (avec six lanceurs verticaux pour 48 missiles) a également bénéficié d’une importe maintenance.
En mai 2023, le Caio Duilio est déployé en Pologne afin de renforcer la défense de la côte polonaise et la protection des infrastructures nationales critiques, annonce le ministre polonais de la Défense Mariusz Błaszczak.
Dans le contexte de l'implication des Houthis durant la guerre à Gaza, le destroyer participe à l'opération Aspide lancée en février 2024. Il s'agit d'une opération militaire menée par l'Union européenne en réponse aux attaques des Houthis contre le transport maritime international en mer Rouge. Le navire assume le commandement de la force maritime assuré par l'Italie à bord.

## Rôle
Le hangar et le poste de pilotage sont adaptés pour accueillir des hélicoptères SH90 et EH101 pour les besoins de patrouille maritime, de transport et d'évacuation médicale.
En adoptant des technologies de dernière génération, il est particulièrement adapté pour effectuer des tâches de commandement et de contrôle, même dans des situations de crise et d'urgence humanitaire, pouvant compter sur de nombreux appareils de communication traditionnels et satellitaires, dont le tout récent Liaison 22, et un système de soutien moderne pour la commande, reconfigurable selon les besoins. Le tout réalisable en toute autonomie logistique sans dépendre du territoire sur lequel ou à proximité duquel il est amené à interagir ou à opérer.